# 王晨宇
王晨宇（英語：Wang Chen-Yu，1998年10月14日—）是一名出生於台灣花蓮的跆拳道運動員，曾在2012年獲得台灣全中運國中男子組45公斤級金牌
之後完成了國中三年、高中三年的全中運金牌，達成了全中運6連霸的佳績 。並在104年拿下全國運動會金牌106年拿下銀牌。2014年，王晨宇在第十屆世界青少年跆拳道錦標賽上獲得金牌。2015年，在亞青少跆拳賽獲得金牌，之後陸續在成人組當選2016亞洲錦標賽國手、2017世界錦標賽國手、2017世界大學生運動會國手。

## 外部連結
- 王晨宇在国际奥林匹克委员会的资料